# (79791) 1998 VK5
1998 في كي 5 (ويعرف أيضًا باسم (79791) 1998 في كي 5 وفق تسمية الكوكب الصغير) (بالإنجليزية: 1998 VK5)‏ هو كويكب ضمن حزام الكويكبات؛ وترتيبه 79791 من حيث الاكتشاف.
اكتُشف هذا الجُرم الفلكي بواسطة تاكيشي أوراتا ‏ في 8 نوفمبر 1998.

## وصلات خارجية
- (79791) 1998 VK5 في قاعدة بيانات مختبر الدفع النفاث لأجرام النظام الشمسي الصغيرة

- الاكتشاف · مخطط المدار ·  العناصر المدارية · المعلمات المادية

- (79791) 1998 VK5 على موقع ويكي سكاي: DSS2, SDSS, GALEX, IRAS, Hydrogen α, X-Ray, Astrophoto, Sky Map, Articles and images